# Jorge Pascual
Jorge Pascual Medina (Almería, 9 aprile 2003) è un calciatore spagnolo, attaccante del Granada.

## Carriera

### Club
Ha iniziato a giocare a calcio nel settore giovanile dell'Almería per poi passare al Villarreal nel 2015. Nel 2019 è passato in prestito al Roda e l'anno successivo è stato assegnato alla squadra C in quarta divisione.
Il 20 febbraio 2023 ha firmato il suo primo contratto professionistico ed il 9 marzo 2023 ha esordito in prima squadra nell'incontro di Conference League pareggiato 1-1 contro l'Anderlecht. La stagione successiva è stato assegnato alla squadra B appena promossa in Segunda División dove ha disputato una stagione da titolare segnando 4 gol in 39 partite. Il 2 novembre 2023 ha segnato il suo primo gol in prima squadra nel primo turno di Coppa del Re vinto 5-0 contro il Chiclana.
Il 6 luglio 2024 è stato ceduto in prestito all'Eibar.

### Nazionale
Ha giocato nella nazionale spagnola Under-16.

## Statistiche

### Presenze e reti nei club
Statistiche aggiornate al 6 ottobre 2024.
| Stagione        | Squadra         | Campionato      | Campionato | Campionato | Coppe nazionali | Coppe nazionali | Coppe nazionali | Coppe continentali | Coppe continentali | Coppe continentali | Altre coppe | Altre coppe | Altre coppe | Totale | Totale | Totale |
| Stagione        | Squadra         | Comp            | Pres       | Reti       | Comp            | Pres            | Reti            | Comp               | Pres               | Reti               | Comp        | Pres        | Reti        | Pres   | Reti   |        |
| --------------- | --------------- | --------------- | ---------- | ---------- | --------------- | --------------- | --------------- | ------------------ | ------------------ | ------------------ | ----------- | ----------- | ----------- | ------ | ------ | ------ |
| 2020-2021       | Villarreal C    | TD              | 28         | 6          | -               | -               | -               | -                  | -                  | -                  | -           | -           | -           | 28     | 6      |        |
| 2021-2022       | Villarreal C    | SDR             | 29         | 9          | -               | -               | -               | -                  | -                  | -                  | -           | -           | -           | 29     | 9      |        |
| 2022-2023       | Villarreal C    | SF              | 14         | 2          | -               | -               | -               | -                  | -                  | -                  | -           | -           | -           | 14     | 2      |        |
| 2023-2024       | Villarreal B    | SD              | 39         | 4          | -               | -               | -               | -                  | -                  | -                  | -           | -           | -           | 39     | 4      |        |
| 2022-2023       | Villarreal      | PD              | 2          | 1          | CR              | 0               | 0               | UECL               | 1                  | 0                  | -           | -           | -           | 3      | 1      |        |
| 2023-2024       | Villarreal      | PD              | 1          | 0          | CR              | 2               | 1               | UEL                | 2                  | 0                  | -           | -           | -           | 5      | 1      |        |
| 2024-2025       | Eibar           | SD              | 8          | 0          | CR              | 0               | 0               | -                  | -                  | -                  | -           | -           | -           | 8      | 0      |        |
| Totale carriera | Totale carriera | Totale carriera | 121        | 22         |                 | 2               | 1               |                    | 3                  | 0                  |             | -           | -           | 126    | 23     |        |